# Formel-Nippon-Saison 1996
Die Formel-Nippon-Saison 1996 wurde vom 28. April bis zum 20. Oktober im Rahmen von 10 Rennen ausgetragen. In die Wertung kamen alle erzielten Resultate.
| Punktewertung |    |   |   |   |   |   |
| Platz:        | 1  | 2 | 3 | 4 | 5 | 6 |
| Punkte:       | 10 | 6 | 4 | 3 | 2 | 1 |

## Rennkalender
|    | Datum         | Rennen  | Pole-Position     | Platz 1            | Platz 2           | Platz 3           |
| -- | ------------- | ------- | ----------------- | ------------------ | ----------------- | ----------------- |
| 1  | 28. April     | Suzuka  | Toranosuke Takagi | Kazuyoshi Hoshino  | Shinji Nakano     | Ralf Schumacher   |
| 2  | 12. Mai       | Mine    | Michael Krumm     | Ralf Schumacher    | Norberto Fontana  | Toranosuke Takagi |
| 3  | 26. Mai       | Fuji    | Ralf Schumacher   | Norberto Fontana   | Naoki Hattori     | Kazuyoshi Hoshino |
| 4  | 23. Juni      | Tokachi | Toranosuke Takagi | Ralf Schumacher    | Masami Kageyama   | Naoki Hattori     |
| 5  | 7. Juli       | Suzuka  | Toranosuke Takagi | Toranosuke Takagi  | Takuya Kurosawa   | Naoki Hattori     |
| 6  | 4. August     | Sugo    | Toranosuke Takagi | Toranosuke Takagi  | Kazuyoshi Hoshino | Satoshi Motoyama  |
| 7  | 1. September  | Fuji    | Naoki Hattori     | Naoki Hattori      | Norberto Fontana  | Shinji Nakano     |
| 8  | 15. September | Mine    | Pedro de la Rosa  | Ralf Schumacher    | Shinji Nakano     | Naoki Hattori     |
| 9  | 29. September | Suzuka  | Ralf Schumacher   | Naoki Hattori      | Kazuyoshi Hoshino | Toshio Suzuki     |
| 10 | 20. Oktober   | Fuji    | Kazuyoshi Hoshino | Katsutomo Kaneishi | Pedro de la Rosa  | Masahiko Kageyama |

## Punktestand

### Fahrer
| 1. | Ralf Schumacher   | 40 |
| 2. | Naoki Hattori     | 38 |
| 3. | Kazuyoshi Hoshino | 31 |
| 4. | Toranosuke Takagi | 25 |
| 5. | Norberto Fontana  | 22 |
| 6. | Shinji Nakano     | 20 |

| 7.  | Katsutomo Kaneishi | 19 |
| 8.  | Pedro de la Rosa   | 13 |
| 9.  | Takuya Kurosawa    | 10 |
| 10. | Satoshi Motoyama   | 9  |
| 11. | Masami Kageyama    | 8  |
| 12. | Toshio Suzuki      | 7  |

| 13. | Andrew Gilbert-Scott | 5 |
| 14. | Michael Krumm        | 4 |
| 14. | Masahiko Kageyama    | 4 |
| 16. | Marco Apicella       | 3 |
| 17. | Katsumi Yamamoto     | 1 |
| 17. | Masahiko Kondō       | 1 |